# Le Caule-les-Ventes
Ancienne commune de la Seine-Maritime, la commune du Caule-les-Ventes a existé de 1822 à 1824. Elle a été créée en 1822 par la fusion des communes du Caule et des Ventes-Mésangères. En 1824 elle a fusionné avec la commune de Sainte-Beuve-aux-Champs pour former la nouvelle commune du Caule-Sainte-Beuve